# 니시오에역
니시오에역(일본어: 西麻植駅)은 일본 도쿠시마현 요시노가와시에 위치한 시코쿠 여객철도 도쿠시마 선의 철도역이다. 역 번호는 B10이며, 단선 승강장 1면 1선의 구조를 갖춘 지상역이다.

## 역 주변
- 에가와 강

## 역사
- 1899년 10월 5일 : 도쿠시마 철도의 역으로서 개업.
- 1907년 9월 1일 : 도쿠시마 철도가 국유화되었다.
- 1987년 4월 1일 : 일본국유철도 분할 민영화에 의해, 시코쿠 여객철도가 승계.

## 인접 역
| 시코쿠 여객철도         | 시코쿠 여객철도 | 시코쿠 여객철도               |
| ----------------------- | --------------- | ----------------------------- |
| B 09 가모지마 사코 방면 | 도쿠시마 선     | 아와카와시마 B 11 쓰쿠다 방면 |